# Batalla de Paredones
La Batalla de Paredones fue un enfrentamiento militar librado el 17 de febrero de 1811 entre las fuerzas de la Junta Soberana de Quito, comandados por el coronel Carlos de Montúfar, y los del Imperio español comandadas por el general Manuel Arredondo.

## Antecedentes
A principios del año 1811, Carlos de Montúfar salió de Quito con dirección a Guaranda al frente de la 800 fusileros, 300 dragones, 300 jinetes armados con pistolas y lanzas, 100 artilleros y 1000 indios armados con hondas. Cuando las tropas de Montúfar llegan frente a la ciudad, los soldados españoles comandados por el coronel Manuel Arredondo se retiran en dirección a Cuenca donde se encuentra el presidente de la Audiencia, Joaquín Molina. Este ordena al gobernador de la ciudad, Melchor Aymerich, encabezar las tropas y avanzar hacia Cañar para detener el avance de los rebeldes quiteños.

## La batalla
El 17 de febrero de 1811, en el sitio denominado Paredones, un grupo de 500 quiteños  atacó una columna Realista formada por 180 soldados reforzado con 200 soldados enviados rápidamente por Aymerich. Las fuerzas quiteñas tomaron la delantera y los realistas se retiraron a Cañar y luego a Caspicorral.

## Consecuencias
Mientras los quiteños llegan a Caspicorral, los realistas se refugian en Cuenca (Cuenca (Ecuador)), donde reciben un pedido de capitulación. Las autoridades españolas se niegan a rendirse, aunque la gran masa de ciudadanos conquenses siente simpatía por la Junta y la actuación del coronel Montúfar.
Sin embargo, ante el posible ataque de los patriotas, un gran número de cuencanos evacuaron la ciudad, entre ellos el obispo Andrés Quintián de Ponte quien se incorporó a la ciudad de Guayaquil. Acto seguido, al no contar con los apoyos suficientes para defender la ciudad y debilitada su autoridad, el presidente Joaquín Molina presenta su renuncia irrevocable y abandona inmediatamente la ciudad.
Mientras tanto, el coronel Montúfar permanece en las inmediaciones de Cuenca, luego a los pocos días se retira con sus tropas a Cañar para finalmente regresar a Quito, donde sus opositores lo acusan de no haber tomado Cuenca cuando el presidente Molina había renunciado.